# Fenestella koksaensis
Fenestella koksaensis är en mossdjursart som beskrevs av Nikiforova 1948. Fenestella koksaensis ingår i släktet Fenestella och familjen Fenestellidae. Inga underarter finns listade i Catalogue of Life.